# Tim Jerat
Tim Jerat (Köln, 1982. március 5. –) német labdarúgó, az Alemannia Aachen középpályása. Édesapja az 1. FC Köln korábbi edzője, Wolfgang Jerat.